# Challenge de Mallorca
La Challenge de Mallorca és la prova ciclista que es disputa des de 1992 a l'illa de Mallorca, amb la particularitat que cada etapa és un trofeu independent.
Fins al 2009 es va atorgar un premi al vencedor de la classificació general, el qual sortia d'entre els ciclistes que acabaven totes les etapes. Des del 2010 es va deixar d'entregar i ara sols s'entreguen els premis corresponents a cada trofeu. Francisco Cabello, amb tres victòries, és el ciclista que més vegades guanyà la general.

## Vencedor de la general
| Any  | Vencedor              | Segon                  | Tercer                  |
| ---- | --------------------- | ---------------------- | ----------------------- |
| 1992 | Javier Murguialday    | Federico García        | Fabrice Philipot        |
| 1993 | Laurent Jalabert      | Neil Stephens          | Federico Echave         |
| 1994 | David García Marquina | Joan Llaneras          | Ángel Luis Casero       |
| 1995 | Alex Zülle            | Adriano Baffi          | Àngel Edo               |
| 1996 | Francisco Cabello     | Ignacio García Camacho | Íñigo Cuesta            |
| 1997 | Laurent Jalabert      | Francisco Benítez      | Unai Osa                |
| 1998 | Leon van Bon          | Tom Steels             | Wilfried Peeters        |
| 1999 | José Luis Rebollo     | Francisco Cabello      | Claus Michael Møller    |
| 2000 | Francisco Cabello     | Pedro Horrillo         | Erik Zabel              |
| 2001 | Mathew Hayman         | Francisco Cabello      | Félix García Casas      |
| 2002 | Francisco Cabello     | José Iván Gutiérrez    | José Luis Rebollo       |
| 2003 | Alejandro Valverde    | Joaquim Rodríguez      | Francisco Cabello       |
| 2004 | Antoni Colom          | Carlos García          | David Blanco            |
| 2005 | Alejandro Valverde    | David Muñoz            | Aitor Pérez             |
| 2006 | David Bernabeu        | Antoni Colom           | Julián Sánchez Pimienta |
| 2007 | Luis León Sánchez Gil | Vladímir Gússev        | Ezequiel Mosquera       |
| 2008 | Philippe Gilbert      | Aitor Pérez            | Haimar Zubeldia         |
| 2009 | Antoni Colom          | Jérôme Pineau          | Edvald Boasson Hagen    |

## Vencedors dels trofeus

### Trofeu Palma
| Any                          | Vencedor          | Segon                 | Tercer               |
| ---------------------------- | ----------------- | --------------------- | -------------------- |
| Trofeu Mallorca              |                   |                       |                      |
| 1992                         | Kenneth Weltz     | Alfonso Gutiérrez     | Juan Carlos González |
| 1993                         | Assiat Saitov     | Laurent Jalabert      | Tom Cordes           |
| 1994                         | Joan Llaneras     | David García Marquina | Iñaki Gastón         |
| 1995                         | Adriano Baffi     | Samuele Schiavina     | Laurent Jalabert     |
| 1996                         | Jeroen Blijlevens | Ángel Edo             | Jeremy Hunt          |
| 1997                         | Erik Zabel        | Laurent Jalabert      | Michael van der Wolf |
| 1998                         | Erik Zabel        | Robbie McEwen         | Jeremy Hunt          |
| 1999                         | Jeroen Blijlevens | Tom Steels            | Mario Cipollini      |
| 2000                         | Óscar Freire      | Erik Zabel            | Paolo Bettini        |
| 2001                         | Erik Zabel        | Sven Teutenberg       | Tom Steels           |
| 2002                         | Isaac Gálvez      | Erik Zabel            | Thorsten Wilhelms    |
| 2003                         | Isaac Gálvez      | Allan Davis           | Alejandro Valverde   |
| 2004                         | Allan Davis       | Óscar Freire          | Erik Zabel           |
| 2005                         | Óscar Freire      | Isaac Gálvez          | Vicente Reynés       |
| 2006                         | Isaac Gálvez      | Martin Elmiger        | Heinrich Haussler    |
| 2007                         | Óscar Freire      | José Joaquín Rojas    | Guennadi Mikhailov   |
| 2008                         | Philippe Gilbert  | Graeme Brown          | Robert Förster       |
| 2009                         | Gert Steegmans    | Robbie McEwen         | José Joaquín Rojas   |
| Trofeu Palma                 |                   |                       |                      |
| 2010                         | Robbie McEwen     | Koldo Fernández       | Óscar Freire         |
| 2011                         | Tyler Farrar      | Francisco Ventoso     | Marcel Kittel        |
| 2012                         | Andrew Fenn       | André Schulze         | Alexander Porsev     |
| 2013                         | Kenny Dehaes      | Tyler Farrar          | Ben Swift            |
| 2014                         | Sacha Modolo      | Jens Debusschere      | Dylan Groenewegen    |
| Trofeu Platja de Palma-Palma |                   |                       |                      |
| 2015                         | Matteo Pelucchi   | André Greipel         | Ben Swift            |
| Trofeu Platja de Palma       |                   |                       |                      |
| 2016                         | André Greipel     | Nacer Bouhanni        | Dylan Page           |
| Trofeu Palma                 |                   |                       |                      |
| 2017                         | Daniel McLay      | Matteo Pelucchi       | Nacer Bouhanni       |
| 2018                         | John Degenkolb    | Erik Baška            | Coen Vermeltfoort    |
| 2019                         | Marcel Kittel     | Timothy Dupont        | Hugo Hofstetter      |
| Trofeu Platja de Palma-Palma |                   |                       |                      |
| 2020                         | Matteo Moschetti  | Pascal Ackermann      | Andrea Pasqualon     |
| 2021                         | no es disputa     | no es disputa         | no es disputa        |
| 2022                         | Arnaud De Lie     | Sebastián Molano      | Sasha Weemaes        |
| 2023                         | Ethan Vernon      | Biniam Girmay         | Jarne Van de Paar    |
| 2024                         | Gerben Thijssen   | Alexander Kristoff    | Marijn van den Berg  |
| 2025                         | Iúri Leitão       | Stanisław Aniołkowski | Erlend Blikra        |

### Trofeu Alcúdia-Port d'Alcúdia
| Any                           | Vencedor             | Segon                | Tercer                      |
| ----------------------------- | -------------------- | -------------------- | --------------------------- |
| Trofeu Alcúdia                |                      |                      |                             |
| 1992                          | Alfonso Gutiérrez    | Juan Carlos González | Manuel Jorge Domínguez      |
| 1993                          | Alfonso Gutiérrez    | Assiat Saitov        | Ángel Edo                   |
| 1994                          | Asier Guenetxea      | Alfonso Gutiérrez    | Ángel Edo                   |
| 1995                          | Jeroen Blijlevens    | Ángel Edo            | Adriano Baffi               |
| 1996                          | Godert de Leeuw      | Rolf Aldag           | Federico Colonna            |
| 1997                          | Peter Van Petegem    | Erik Zabel           | Erik Dekker                 |
| 1998                          | Jeremy Hunt          | Robbie McEwen        | Miguel Á. Martín Perdiguero |
| 1999                          | Claus Michael Møller | Francisco Cabello    | Erik Dekker                 |
| 2000                          | Robbie McEwen        | Erik Zabel           | Rubén Galván                |
| 2001                          | Michael Boogerd      | Fabian Jeker         | Félix García Casas          |
| 2002                          | Igor Flores          | Paolo Bettini        | Francisco Cabello           |
| 2003                          | Allan Davis          | Erik Zabel           | Gerben Löwik                |
| 2004                          | Óscar Freire         | Erik Zabel           | Allan Davis                 |
| 2005                          | Óscar Freire         | Isaac Gálvez         | Dimitri De Fauw             |
| Trofeu Cala Millor            |                      |                      |                             |
| 2006                          | Isaac Gálvez         | Robert Förster       | Paolo Bettini               |
| 2007                          | Vicente Reynés       | José Joaquín Rojas   | Tomas Vaitkus               |
| 2008                          | Graeme Brown         | Denis Flahaut        | Gert Steegmans              |
| 2009                          | Robbie McEwen        | Graeme Brown         | Guillaume Blot              |
| 2010                          | Óscar Freire         | André Greipel        | Manuel Cardoso              |
| 2011                          | Tyler Farrar         | John Degenkolb       | Leigh Howard                |
| Trofeu Migjorn                |                      |                      |                             |
| 2012                          | Andrew Fenn          | Alexander Porsev     | Matteo Pelucchi             |
| Trofeu Campos                 |                      |                      |                             |
| 2013                          | Leigh Howard         | Tyler Farrar         | José Joaquín Rojas          |
| Trofeu Ses Salines            |                      |                      |                             |
| 2014                          | Sacha Modolo         | Ben Swift            | Gianni Meersman             |
| 2015                          | Matteo Pelucchi      | Elia Viviani         | José Joaquín Rojas          |
| 2016                          | André Greipel        | Sam Bennett          | Edvald Boasson Hagen        |
| 2017                          | André Greipel        | Jonas Van Genechten  | Daniel McLay                |
| 2018                          | John Degenkolb       | Sondre Holst Enger   | Jasper De Buyst             |
| 2019                          | Jesús Herrada        | Guillaume Martin     | Bauke Mollema               |
| 2020                          | Matteo Moschetti     | Pascal Ackermann     | Jon Aberasturi              |
| Trofeu Alcúdia-Port d'Alcúdia |                      |                      |                             |
| 2021                          | André Greipel        | Alexander Kristoff   | Christophe Noppe            |
| 2022                          | Biniam Girmay        | Ryan Gibbons         | Giacomo Nizzolo             |
| Trofeu Ses Salines-Alcúdia    |                      |                      |                             |
| 2023                          | Marijn van den Berg  | Ethan Vernon         | Biniam Girmay               |
| Trofeu Ses Salines-Felatnix   |                      |                      |                             |
| 2024                          | Paul Magnier         | Alberto Dainese      | Luke Lamperti               |
| 2025                          | Marijn van den Berg  | Anthony Turgis       | Erlend Blikra               |

### Trofeu Serra de Tramuntana
| Any                              | Vencedor             | Segon                | Tercer                   |
| -------------------------------- | -------------------- | -------------------- | ------------------------ |
| Trofeu Sóller                    |                      |                      |                          |
| 1992                             | Juan Carlos González | Antonio Esparza      | Erik Dekker              |
| 1993                             | Laurent Jalabert     | Assiat Saitov        | Ángel Edo                |
| 1994                             | Ángel Edo            | Alfonso Gutiérrez    | Herminio Díaz Zabala     |
| 1995                             | Laurent Jalabert     | Adriano Baffi        | Assiat Saitov            |
| 1996                             | Francisco Cabello    | Laurent Jalabert     | Ignacio García Camacho   |
| 1997                             | Laurent Jalabert     | Francisco Benítez    | Alex Zülle               |
| 1998                             | Tom Steels           | Léon van Bon         | Andreas Klier            |
| 1999                             | Mario Cipollini      | Robbie McEwen        | Tom Steels               |
| 2000                             | Francisco Cabello    | Pedro Horrillo       | Erik Zabel               |
| 2001                             | Mathew Hayman        | Erik Zabel           | Robbie McEwen            |
| 2002                             | Óscar Freire         | Tom Steels           | Erik Zabel               |
| 2003                             | Alexandre Usov       | Isaac Gálvez         | Erik Zabel               |
| 2004                             | Alejandro Valverde   | David Blanco         | Rubén Plaza              |
| 2005                             | Alejandro Valverde   | Ricardo Serrano      | Aitor Pérez              |
| 2006                             | Paolo Bettini        | Antoni Colom         | David Bernabéu           |
| 2007                             | Antoni Colom         | Luis León Sánchez    | Alberto Contador         |
| 2008                             | Philippe Gilbert     | Sebastian Langeveld  | Maarten Wynants          |
| Trofeu Inca                      |                      |                      |                          |
| 2009                             | Antoni Colom         | Edvald Boasson Hagen | Jérôme Pineau            |
| 2010                             | Linus Gerdemann      | Rafael Valls         | Manuel Vázquez Hueso     |
| 2011                             | Ben Hermans          | Arkaitz Durán        | Xavier Tondo             |
| Trofeu Serra de Tramuntana       |                      |                      |                          |
| 2012                             | Suspesa per la neu   | Suspesa per la neu   | Suspesa per la neu       |
| 2013                             | Alejandro Valverde   | Sergio Henao         | Robert Gesink            |
| 2014                             | Michał Kwiatkowski   | Edvald Boasson Hagen | Francesco Gavazzi        |
| 2015                             | Alejandro Valverde   | Tim Wellens          | Leopold König            |
| 2016                             | Fabian Cancellara    | Michał Kwiatkowski   | Tiesj Benoot             |
| 2017                             | Tim Wellens          | Louis Vervaeke       | Vicente García de Mateos |
| 2018                             | Tim Wellens          | Gianni Moscon        | Alejandro Valverde       |
| Trofeu de Tramuntana Soller-Deia |                      |                      |                          |
| 2019                             | Tim Wellens          | Emanuel Buchmann     | Alejandro Valverde       |
| Trofeu Serra de Tramuntana       |                      |                      |                          |
| 2020                             | Emanuel Buchmann     | Alejandro Valverde   | Gregor Mühlberger        |
| 2021                             | Jesús Herrada        | Jonathan Lastra      | Héctor Carretero         |
| 2022                             | Tim Wellens          | Alejandro Valverde   | Simon Clarke             |
| 2023                             | Kobe Goossens        | Lennert Van Eetvelt  | Ilan Van Wilder          |
| 2024                             | Lennert Van Eetvelt  | Aleksandr Vlàssov    | Brandon McNulty          |
| 2025                             | Florian Stork        | Martin Marcellusi    | Markus Hoelgaard         |

### Trofeu Pollença-Port d'Andratx
| Any                                 | Vencedor                          | Segon                             | Tercer                            |
| ----------------------------------- | --------------------------------- | --------------------------------- | --------------------------------- |
| Trofeu Manacor                      |                                   |                                   |                                   |
| 1992                                | Alfonso Gutiérrez                 | Juan Carlos González              | Vadim Chabalkine                  |
| 1993                                | Laurent Jalabert                  | Assiat Saitov                     | Manuel Fernández Ginés            |
| 1994                                | José Ramón Uriarte                | Mariano Rojas                     | David García Marquina             |
| 1995                                | Samuele Schiavina                 | Laurent Jalabert                  | Adriano Baffi                     |
| 1996                                | Federico Colonna                  | Jeremy Hunt                       | Rolf Aldag                        |
| 1997                                | Hendrik Van Dijck                 | Erik Zabel                        | Tom Steels                        |
| 1998                                | Elio Aggiano                      | Miguel Á. Martín Perdiguero       | Léon van Bon                      |
| 1999                                | Mario Cipollini                   | Steven de Jongh                   | Erik Zabel                        |
| 2000                                | Paolo Bettini                     | Erik Zabel                        | Giuseppe Di Grande                |
| 2001                                | Erik Zabel                        | Sven Teutenberg                   | Robbie McEwen                     |
| 2002                                | Óscar Freire                      | Isaac Gálvez                      | Erik Zabel                        |
| 2003                                | Isaac Gálvez                      | Fabrizio Guidi                    | Erik Zabel                        |
| 2004                                | Allan Davis                       | Erik Zabel                        | Danilo Hondo                      |
| 2005                                | Alejandro Valverde                | Ronald Mutsaars                   | Steven de Jongh                   |
| Trofeu Pollença                     |                                   |                                   |                                   |
| 2006                                | David Bernabéu                    | Julián Sánchez Pimienta           | Paolo Bettini                     |
| 2007                                | Thomas Dekker                     | Vladimir Gusev                    | Alberto Fernández de la Puebla    |
| 2008                                | José Joaquín Rojas                | Giovanni Visconti                 | Philippe Gilbert                  |
| 2009                                | Daniele Bennati                   | Tom Leezer                        | Jérôme Pineau                     |
| Trofeu Magaluf-Palmanova            |                                   |                                   |                                   |
| 2010                                | André Greipel                     | Koldo Fernández                   | Manuel Cardoso                    |
| 2011                                | Murilo Fischer                    | Óscar Freire                      | José Joaquín Rojas                |
| 2012                                | Anul·lat per probelemes financers | Anul·lat per probelemes financers | Anul·lat per probelemes financers |
| Trofeu Platja de Muro               |                                   |                                   |                                   |
| 2013                                | Leigh Howard                      | Maarten Wynants                   | Davide Cimolai                    |
| 2014                                | Gianni Meersman                   | Francisco Ventoso                 | Ben Swift                         |
| Trofeu Andratx                      |                                   |                                   |                                   |
| 2015                                | Steve Cummings                    | Alejandro Valverde                | Davide Formolo                    |
| Trofeu Pollença-Andratx             |                                   |                                   |                                   |
| 2016                                | Gianluca Brambilla                | Michał Kwiatkowski                | Zdeněk Štybar                     |
| Trofeu Andratx-Mirador des Colomer  |                                   |                                   |                                   |
| 2017                                | Tim Wellens                       | Alejandro Valverde                | Tiesj Benoot                      |
| Trofeu Lloseta-Andratx              |                                   |                                   |                                   |
| 2018                                | Toms Skujiņš                      | Gregor Mühlberger                 | Elmar Reinders                    |
| Trofeu Andratx Lloseta              |                                   |                                   |                                   |
| 2019                                | Emanuel Buchmann                  | Tim Wellens                       | Bauke Mollema                     |
| Trofeu Pollença-Andratx             |                                   |                                   |                                   |
| 2020                                | Marc Soler                        | Gregor Mühlberger                 | Davide Villella                   |
| Trofeu Andratx-Mirador des Colomer  |                                   |                                   |                                   |
| 2021                                | Winner Anacona                    | Vegard Stake Laengen              | Mikel Iturria                     |
| Trofeu Pollença-Port d'Andratx      |                                   |                                   |                                   |
| 2022                                | Alejandro Valverde                | Brandon McNulty                   | Aleksandr Vlàssov                 |
| Trofeu Andratx-Mirador d'Es Colomer |                                   |                                   |                                   |
| 2023                                | Kobe Goossens                     | Pelayo Sánchez                    | Lennert Van Eetvelt               |
| Trofeu Pollença-Port d'Andratx      |                                   |                                   |                                   |
| 2024                                | Pelayo Sánchez                    | Marius Mayrhofer                  | Aleksandr Vlàssov                 |
| 2025                                | anul·lada per raons de seguretat  | anul·lada per raons de seguretat  | anul·lada per raons de seguretat  |

### Trofeu Calvià
| Any           | Vencedor             | Segon                    | Tercer                 |
| ------------- | -------------------- | ------------------------ | ---------------------- |
| Trofeu Calvià |                      |                          |                        |
| 1992          | Neil Stephens        | Carlos Hernández         | Fabrice Philipot       |
| 1993          | Federico Echave      | Pedro Delgado            | Laurent Jalabert       |
| 1994          | Alfonso Gutiérrez    | Laurent Jalabert         | Oleh Petròvitx Txujda  |
| 1995          | Beat Zberg           | Alex Zülle               | Ángel Edo              |
| 1996          | Francisco Cabello    | Laurent Jalabert         | Ignacio García Camacho |
| 1997          | Tom Steels           | Erik Zabel               | Erik Dekker            |
| 1998          | Tom Steels           | Léon van Bon             | Peter Van Petegem      |
| 1999          | Francisco Cabello    | Erik Dekker              | Pietro Caucchioli      |
| 2000          | Elio Aggiano         | Giuseppe Palumbo         | Javier Otxoa           |
| 2001          | Robbie McEwen        | Erik Zabel               | Sven Teutenberg        |
| 2002          | Erik Dekker          | Matthé Pronk             | David Muñoz            |
| 2003          | Remmert Wielinga     | Gorka González           | Juan Antonio Flecha    |
| 2004          | Unai Etxebarria      | Bram de Groot            | Óscar Freire           |
| 2005          | Antoni Colom         | José Antonio Pecharromán | David de la Fuente     |
| 2006          | David Kopp           | Lorenzo Bernucci         | Iñaki Isasi            |
| 2007          | Unai Etxebarria      | Francisco Ventoso        | Murilo Fischer         |
| 2008          | Gert Steegmans       | Tomas Vaitkus            | Alejandro Valverde     |
| 2009          | Gerald Ciolek        | Edvald Boasson Hagen     | Marcel Sieberg         |
| Trofeu Deià   |                      |                          |                        |
| 2010          | Rui Costa            | Joan Horrach             | José Iván Gutiérrez    |
| 2011          | José Joaquín Rojas   | Gorka Izagirre           | Juan José Cobo         |
| 2012          | Lars Petter Nordhaug | Rui Costa                | Sergio Henao           |
| 2013          | Alejandro Valverde   | Sergio Henao             | Robert Gesink          |
| 2014          | Michal Kwiatkowski   | Edvald Boasson Hagen     | Francesco Gavazzi      |
| 2015-2020     | no disputat          | no disputat              | no disputat            |
| Trofeu Calvià |                      |                          |                        |
| 2021          | Ryan Gibbons         | Anthony Delaplace        | Rune Herregodts        |
| 2022          | Brandon McNulty      | Joël Suter               | Vincenzo Albanese      |
| 2023          | Rui Costa            | Louis Vervaeke           | Ben Healy              |
| 2024          | Simon Carr           | Aleksandr Vlàssov        | Brandon McNulty        |
| 2025          | Jan Christen         | Christian Scaroni        | António Morgado        |